# Monique Papon
Pour les articles homonymes, voir Papon.
Monique Papon, née Cloquet le 5 octobre 1934 à Gentilly (Val-de-Marne) et morte le 4 juin 2018 à Nantes,, est une femme politique française, députée de la Loire-Atlantique de 1986 à 1997 et sénatrice de 2001 à 2011.

## Biographie
Monique Cloquet est la fille d'un employé dans une société de bourse. Elle fait ses études à la Sorbonne et à l'Institut catholique de Paris, période au cours de laquelle elle milite à la Jeunesse étudiante chrétienne et à Pax Christi. C'est à Pax Christi qu'elle rencontre son futur époux, Yves Papon, alors étudiant en médecine.
Professeur d'histoire dans des établissements catholiques de Nantes, elle est adjointe au maire de la ville dans la municipalité Michel Chauty de 1983 à 1989, elle est élue députée le 16 mars 1986, au scrutin proportionnel. En 1988 et 1993, elle est réélue dans la 1re circonscription de la Loire-Atlantique. Le 1er juin 1997, elle recueille 49,5 % des voix, et est battue de 458 voix au second tour par le candidat socialiste, Patrick Rimbert.
Membre du bureau politique de l'UDF depuis novembre 1995, elle est élue sénatrice le 23 septembre 2001, en deuxième position sur la liste conduite par André Trillard. Membre du groupe Union centriste de 2001 à 2002, elle rejoint le groupe UMP à cette date. Battue de justesse dans son canton aux élections cantonales de 2004, elle exerce la fonction de secrétaire du Sénat jusqu'en octobre 2008, date où elle est élue vice-présidente de la Haute assemblée.
Le 19 octobre 2012, elle est élevée au grade d'officier de la Légion d'honneur.

## Mandats[2],[5],[10]
- De 1979 à 2004 : conseillère générale de la Loire-Atlantique pour le canton de Nantes-1
  - De 1994 à 2004 : vice-présidente du conseil général de la Loire-Atlantique
- De 1983 à 1989 : adjointe au maire de Nantes
- De 1989 à 2001 : conseillère municipale de Nantes
- Du 2 avril 1986 au 14 mai 1988 : députée de la Loire-Atlantique
- Du 23 juin 1988 au 1er avril 1993 : députée de la 1re circonscription de la Loire-Atlantique
- Du 2 avril 1993 au 21 avril 1997 : députée de la 1re circonscription de la Loire-Atlantique
- Du 23 septembre 2001 au 25 septembre 2011 : sénatrice de la Loire-Atlantique
  - Du 18 mai 2004 au 6 octobre 2008 : secrétaire du Sénat.
  - Du 7 octobre 2008 au 25 septembre 2011 : vice-présidente du Sénat.